# Schismatoglottis nervosa
Schismatoglottis nervosa är en kallaväxtart som beskrevs av Henry Nicholas Ridley. Schismatoglottis nervosa ingår i släktet Schismatoglottis och familjen kallaväxter. Inga underarter finns listade.